# Daniel de Saint-Pierre
Daniel de Saint-Pierre (1646-1719) est un carme flamand de la Réforme de Touraine, prédicateur dans les Pays-Bas méridionaux et missionnaire aux Provinces-Unies.

## Biographie
Daniel Bosch est né en 1646, à Bruxelles (Belgique), dans une famille patricienne. Entré chez les carmes de sa ville natale, il y est ordonné prêtre, avant de se consacrer avec succès au ministère de la prédication. Affecté au service des catholiques vivant en Hollande, il devient le confesseur des ambassadeurs portugais dans ce pays. Revenu à Bruxelles, il y décède, le 8 décembre 1719.

## Postérité
Daniel a laissé des œuvres à caractère oratoire, qui ont été publiées en 1694. D'une part, une méditation sur la Passion du Christ, rédigée en néerlandais, sous forme d'oraison funèbre et éditée à La Haye. D'autre part, une suite de sermons composant une neuvaine sur la Salutation angélique, dont le dernier rappelle le rôle d'intercession de Notre-Dame du Mont-Carmel en faveur des âmes du purgatoire. À ces neuf prédications s'ajoute une homélie prononcée à Gand, au moment du siège de Namur par Louis XIV, en 1692.

### Œuvre
- Discours funèbre sur la mort salutaire de Notre Seigneur Jésus Christ. En flamand, La Haye, 1694.
- Paranymphus caelestis, sive Salutatio Angelica, novemdialibus Sermonibus exposita, quorum ultimus amabilem Carmeli Matrem Deiparam pro fidelibus defunctis exorandam docet... Accessit Mantissa loco ad eodem Gandavi Deo exorando habitus, dum namurcum a Gallis obsideretur anno 1692, Gand, 1694.

### Étude
- J.-N. Paquot, « Daniel de Saint-Pierre », Mémoires pour servir l'histoire littéraire des dix-sept provinces des Pays-Bas, de la principauté de Liège, et de quelques contrées voisines, Louvain, Imprimerie Académique, t. III,‎ 1770, p. 53, col. 2 (lire en ligne).